# Clitoria falcata
Clitoria falcata là một loài thực vật có hoa trong họ Đậu. Loài này được Lam. miêu tả khoa học đầu tiên.

## Hình ảnh

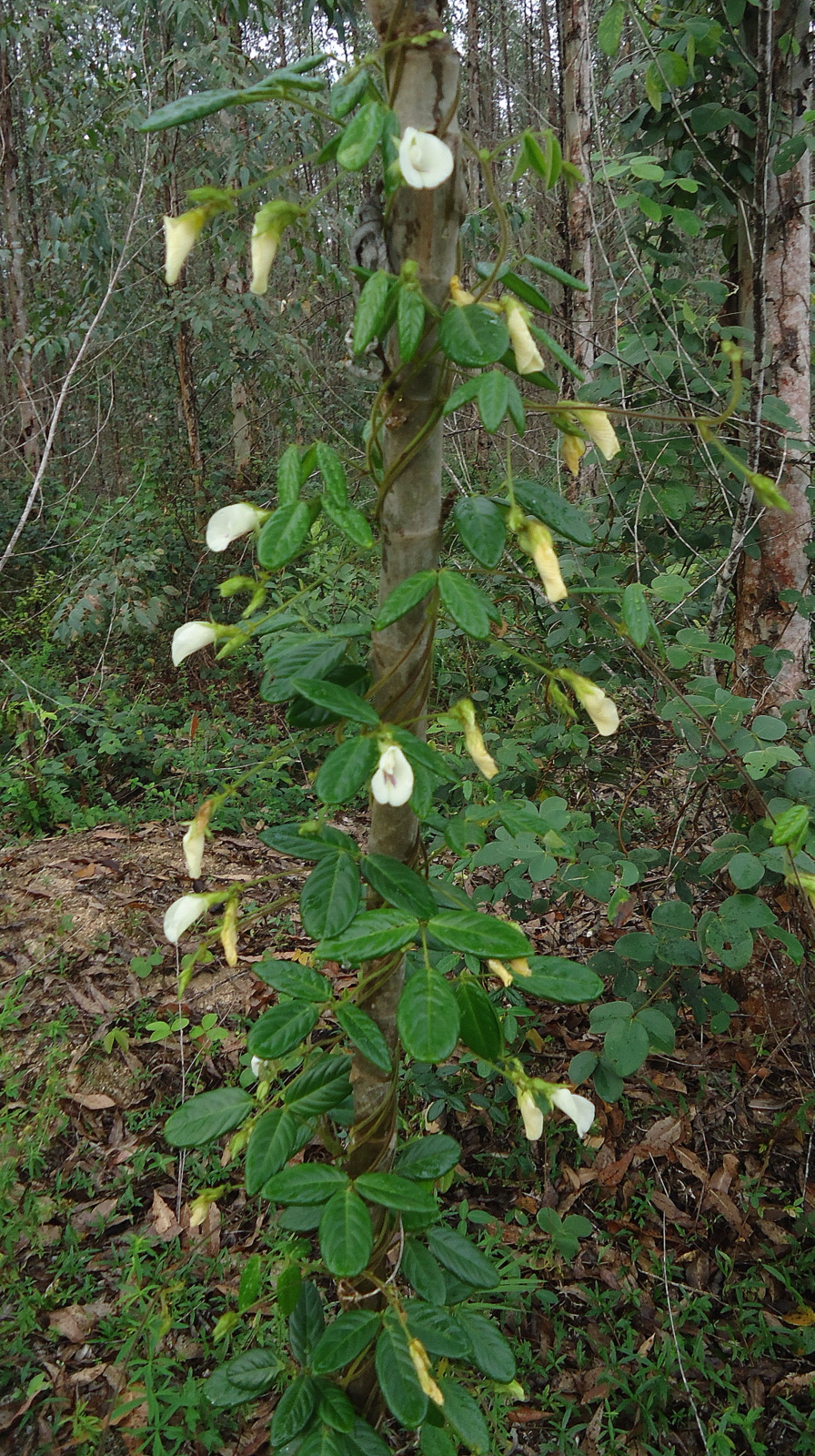
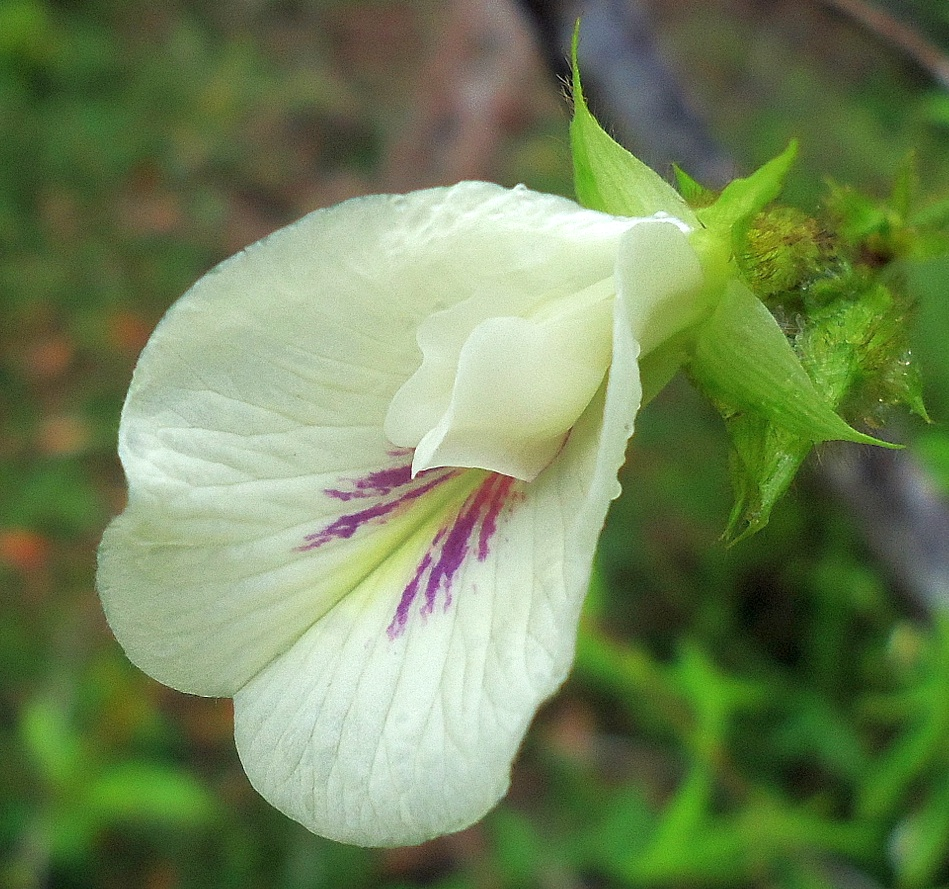
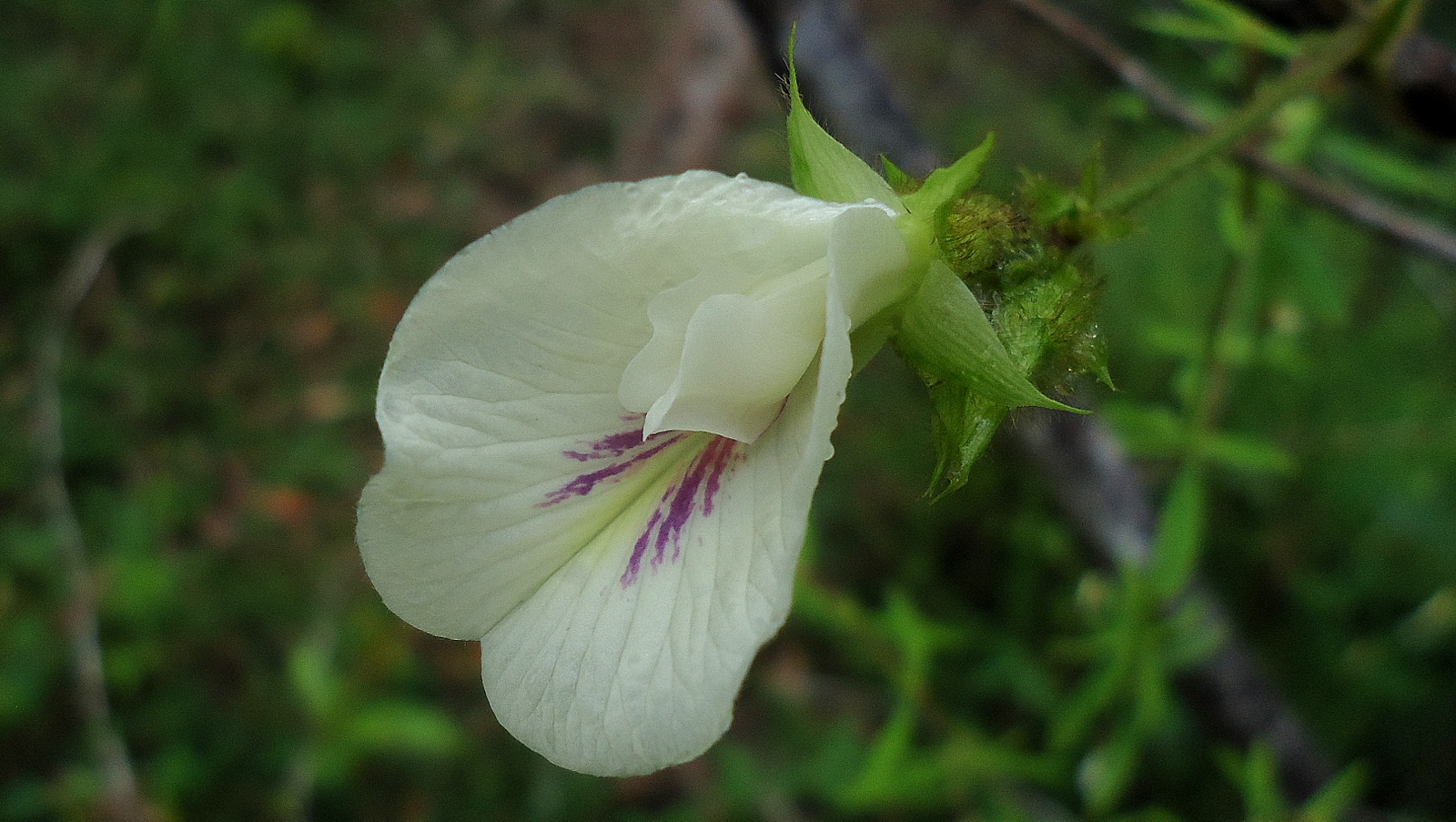
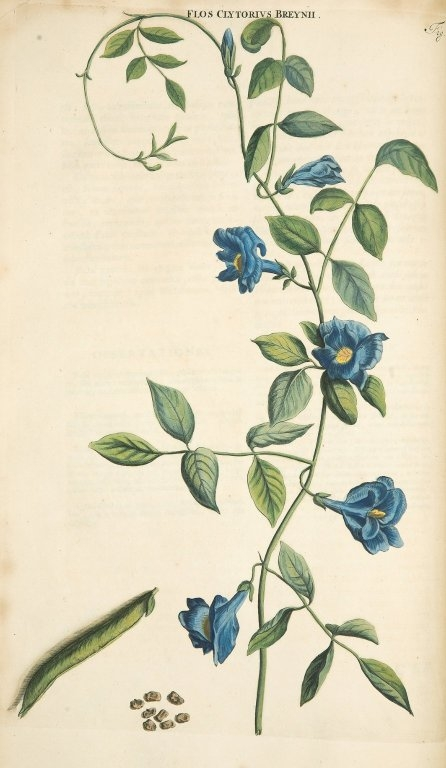